# Église Saint-Martin de Montreuil
L'église Saint-Martin ou Saint-Martin-et-Saint-Roch, est une église catholique située à Montreuil-Poulay, dans le département français de la Mayenne.

## Localisation
L'église est située dans le bourg de Montreuil-Poulay, au croisement des routes départementales 34 et 160, dans l'ancien village de Montreuil.

## Histoire
Construite sur des fondations anciennes, l'église actuelle a été édifiée entre 1768 et 1782. Les arcs des fenêtres nord et sud, ainsi que la pente du toit à l'intérieur, sont l'œuvre d'un remaniement postérieur à 1802.
La flèche a été restaurée en 1900. La cloche de 1809 porte le nom de Juguin, curé exilé pendant la Révolution.
L'inventaire se déroule en 1906 en présence du 130e régiment d'infanterie et de douze gendarmes. L'église fut forcée sous la huée des fidèles.

## Architecture et extérieurs
À l'extérieur, un appui daté de 1780 est visible sous une des fenêtres de la face sud.

## Intérieur
Le retable du chœur représente la Trinité : le Fils est représenté dans le panneau central qui relate l'épisode de l'Adoration des bergers. L'importance et le nombre des personnages sur ce tableau ont justifié son classement à titre d'objet aux Monuments historiques. Au-dessus, le Père est sculpté entouré d'anges. Le Saint-Esprit, sous forme d'une colombe, surplombe l'ensemble. Le tout a été sculpté par les menuisiers locaux Jean Aubin et François Richard, sous la conduite du sculpteur Guillaume Turgeot.
Le maître-autel comprend un tabernacle en bois de 1671 (payé par Mme de la Mazure d'Ambrières) et une balustrade en fer forgé (œuvre du maître-serrurier Maillard) de 1781.
Une statue en terre cuite polychrome de saint Roch est visible dans le chœur. D'autres statues ornent l'intérieur : saint Martin, saint Gilles et saint Michel notamment.
À noter également une bannière de procession qui représente la Vierge d'un côté et saint Martin partageant son manteau de l'autre.

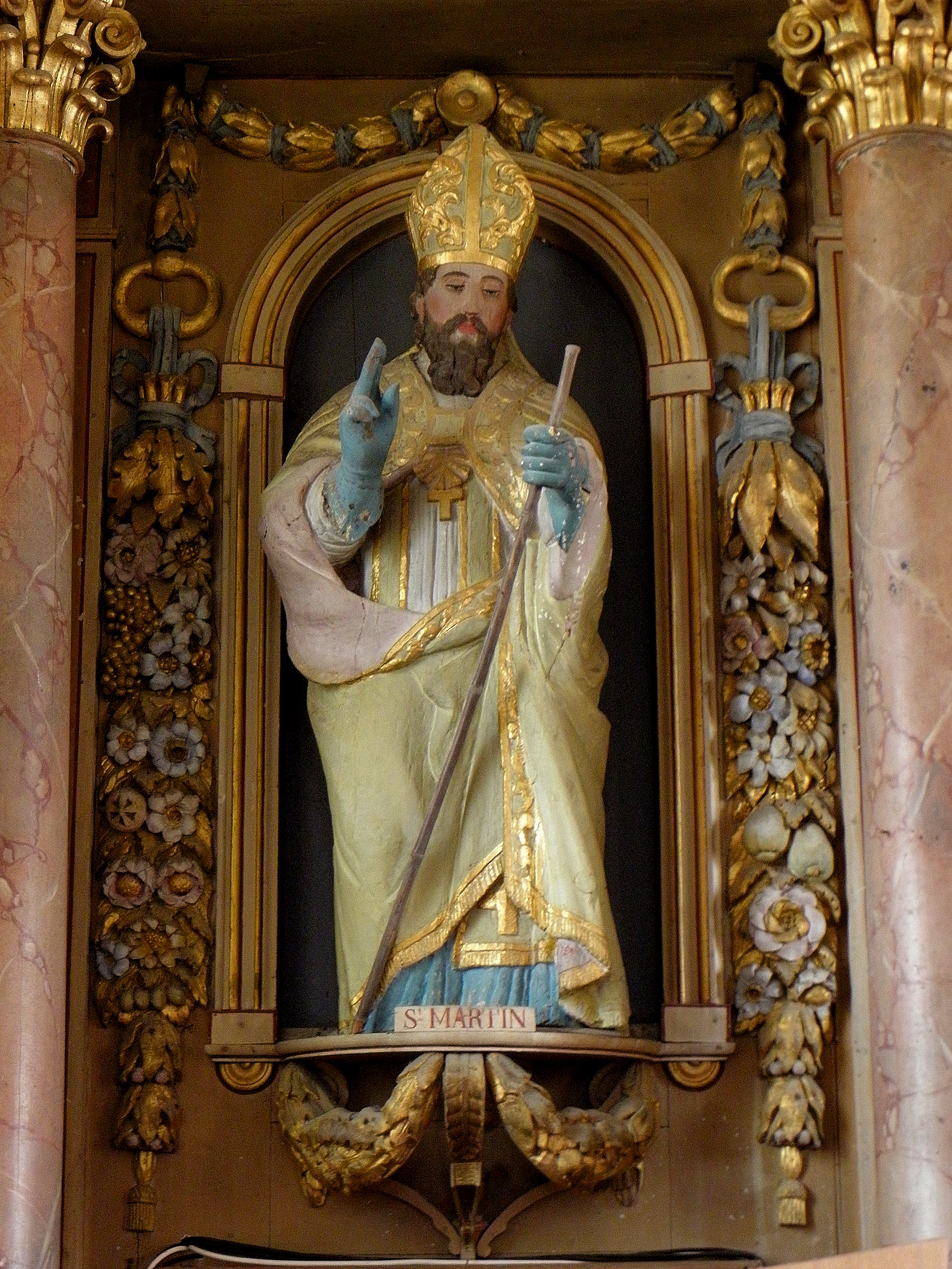
Saint Martin.
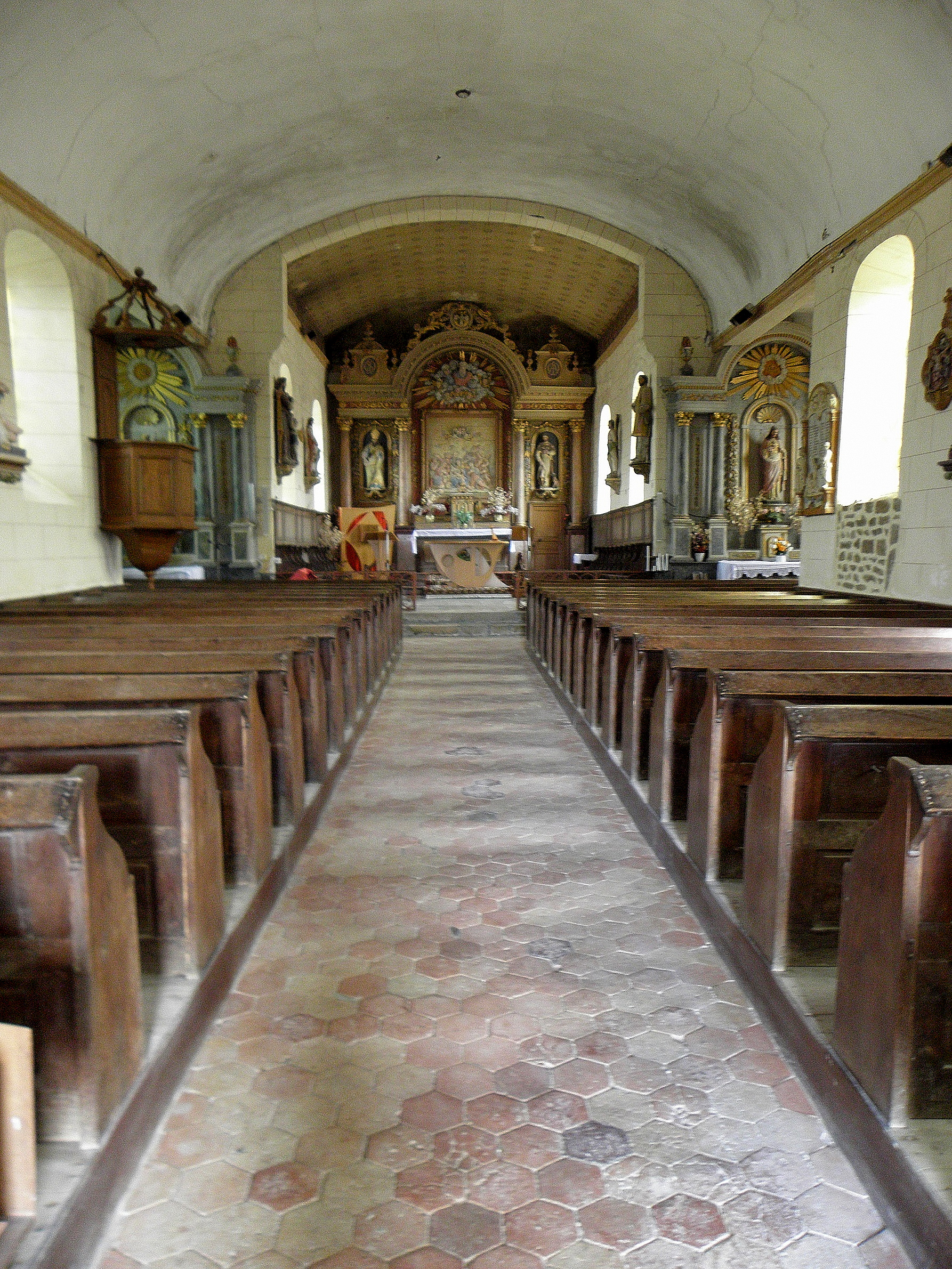
La nef.
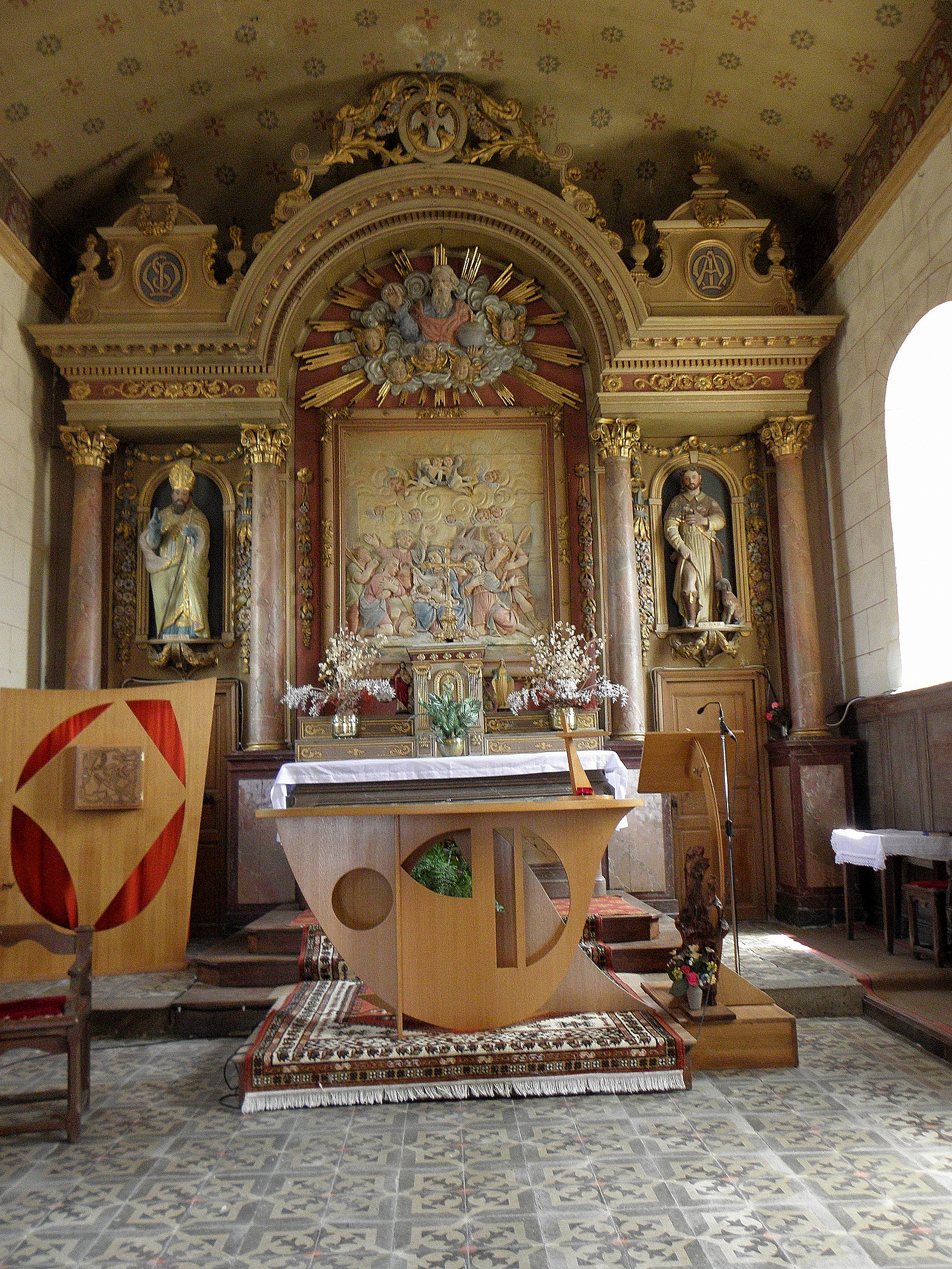
Le maître-autel.
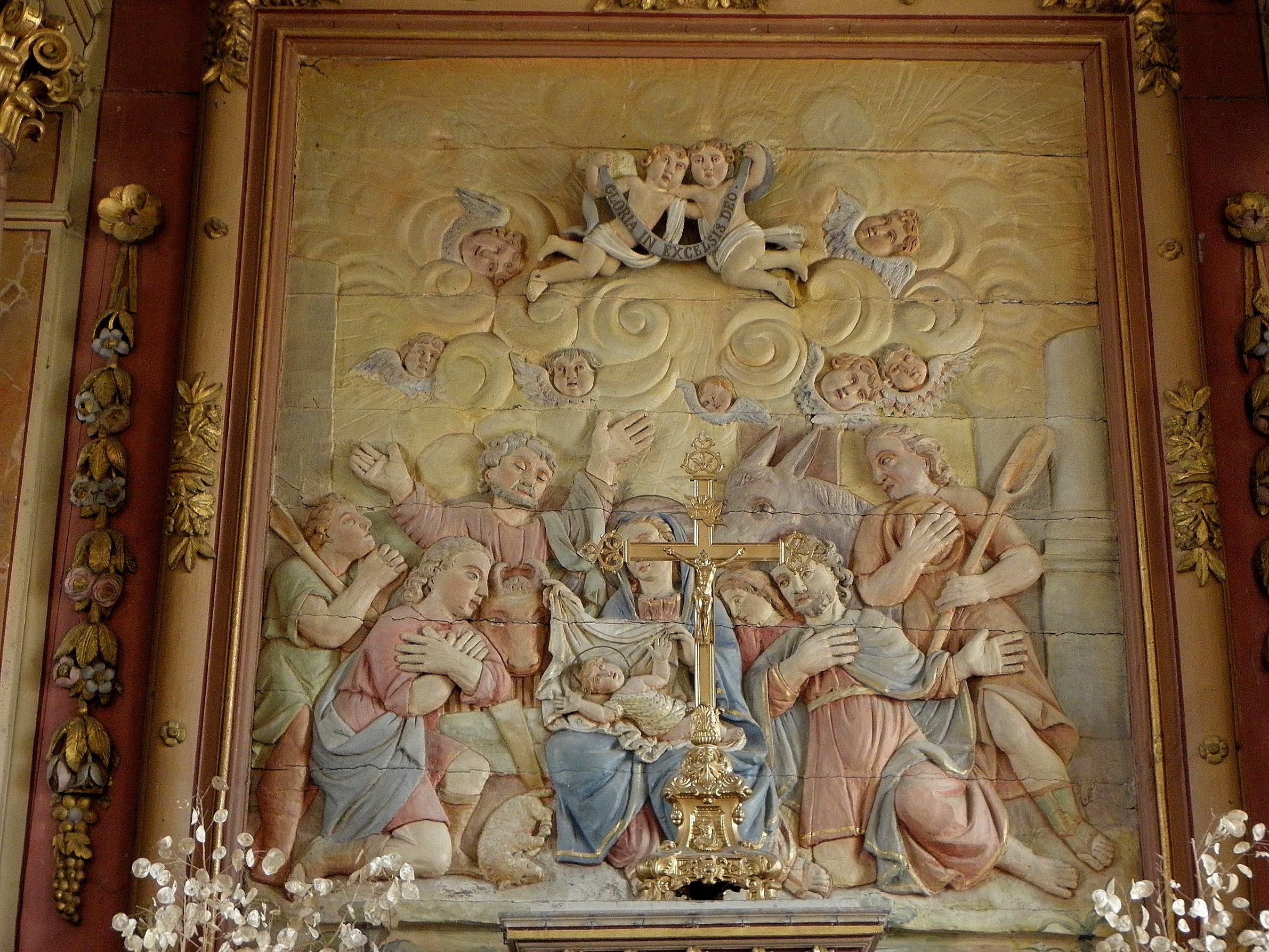
L'Adoration des bergers (retable du maître-autel).
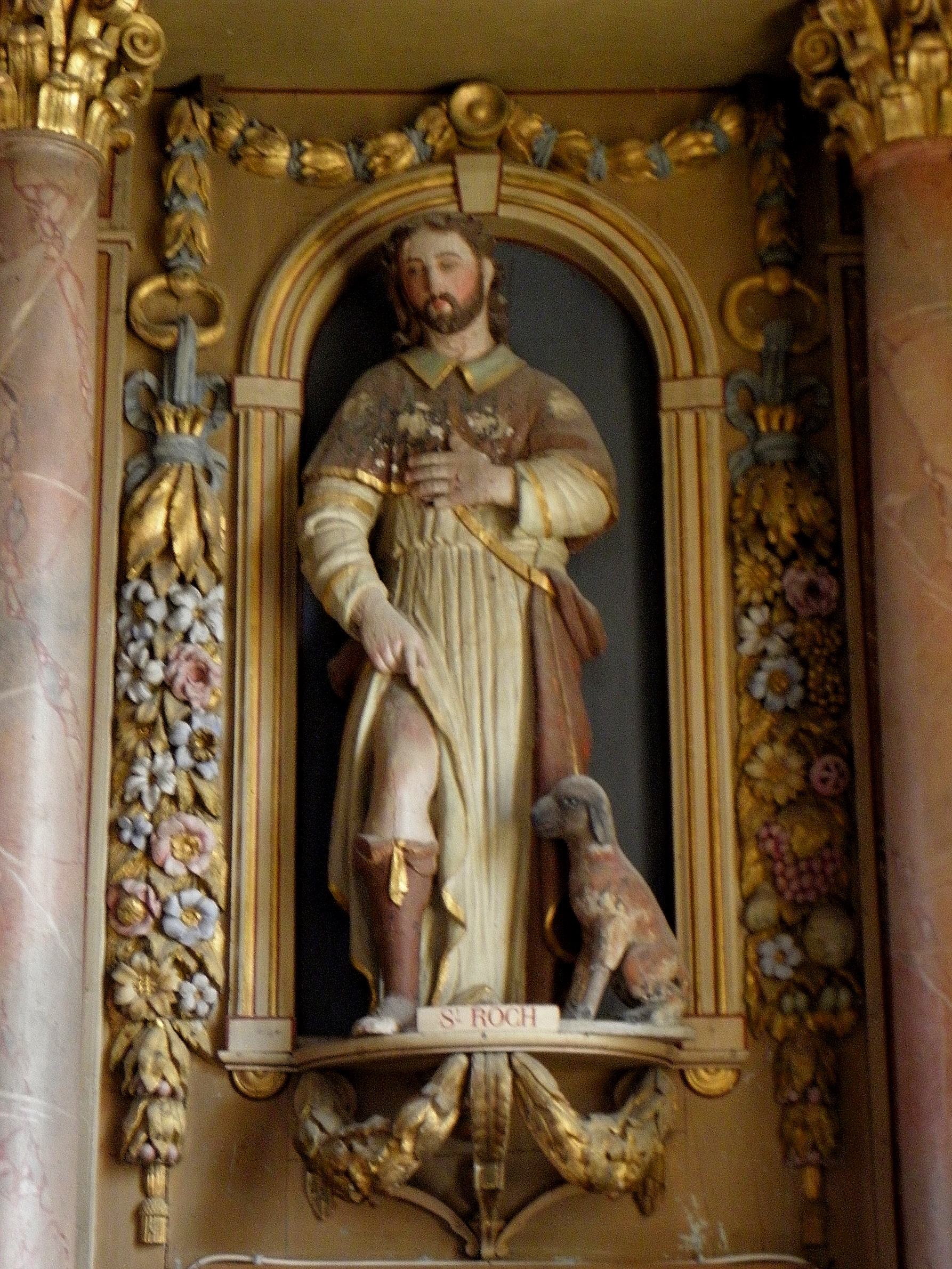
saint Gilles.